# Ел Принципе (шпанска ТВ серија)
Ел Принципе (шп. Él Príncipe) је шпанска драмска телевизијска серија коју су креирали Ајтор Габилондо и Цезар Бенитез за ТВ канал Телесинко. Серију је продуцирао „Mediaset Spain” у сарадњи са „Plano a Plano” и намењена је првенствено млађој публици. Радња серије је усредсређена на љубав између хришћанског полицајца из Шпаније и младе муслиманке чији је брат трговац  дрогом. Већи део радње серије је смештен у проблематичном насељу Ел Принципе Алфонсо у Сеути, близу границе са Мароком.
Серија је премијерно приказана 4. фебруара 2014. у Шпанији емитовањем на више канала, што је допринело високој стопи гледаности серије. Серија је на почетку емитовања постигла 21,9% гледаности (27,7% на више канала) и водила је у свим својим емитовањима током прве сезоне. Серија је 2014. године освојила награду за најбољу шпанску драмску серију.

## Радња серије
У проблематичном крају Ел Принципе, Фран, полицајац ветеран, нема сумње да користи неортодоксне методе за спровођење реда. Чини се да је ова метода у опасности доласком Мореја, агента ЦНИ-ја, који користи полицијску станицу као покриће за истрагу о сумњи да је полиција сарађивала са џихадистичком мрежом. Морејева ситуација се компликује доласком Фатиме, идеалистичке муслиманске учитељице која тражи свог несталог млађег брата Абдуа, док се супротставља криминалним активностима свог другог брата Фарука, једног од највећих дилера дроге у крају. Међутим, Фарук није негативац приче. Онда се све компликује када сазнају за терористичку банду Акраб, која диже младе људе у ваздух како би терорисала град. У међувремену, Мореј нуди Фатими прилику да са њим оде на полуострво, али, док се спремају да оду, њен брат Абду се враћа у Сеуту туристичким аутобусом са бомбом. Када полиција то сазна, покушава да разговара са њим. Бомба не експлодира, али Мореј упуца Абдуа у главу. У последњем кадру, Фарук баца пажљив поглед на свог рођака Халида, који је био тамо, грлећи Фатиму, када му нико није рекао да су тамо, што представља још један случај за истрагу у другој сезони, након откривања да Сера, још један међу многим другим корумпираним агентима из ЦНИ-ја, ради са Халидом и џихадистима и да ангажује Хидалга да убије Мореја. Ово води у другу сезону са немогућом љубавном афером између Мореја и Фатиме.

## Улоге и ликови
- Хосе Коронадо као Франсиско „Фран” Пејон: одлучан човек, са вештинама вођства и људи, полицајац који је на дужности у Сеути већ дванаест година и задужен је за полицијску станицу у Ел Принципеу. Када главни инспектор Мореј дође као његов претпостављени, полицајац ветеран омета планове млађег човека и заташка шта се све то време дешавало у комшилуку.
- Алекс Гонзалес као Хавијер Мореј: дискретан, озбиљан и одважан, млади главни инспектор који ради под лажним идентитетом, кога је ЦНИ послао у Ел Принципе да истражи технике регрутовања и изворе финансирања за исламске радикалне групе које хватају тинејџере у Сеути. Сусрет са Фатимом тера га да поново размисли о својим приоритетима.
- Хиба Абук као Фатима Бен Барек: уплетена у послове својих рођака, млада Шпанкиња муслиманског порекла која ради као учитељица у локалном грађанском центру. Опседнута је проналаском Абдуа, свог млађег брата, који је нестао пре неколико месеци. Међутим, доласком Мореја она проналази подршку која јој је потребна. Њен циљ је зауставити сукобе на полуострву и борити се да локално становништво постави на прави пут, али то изазива бројне сукобе са њеним братом Фаруком.
- Рубен Кортада као Фарук Бен Барек: Фатимин старији брат, проблематичан човек који тражи опасност. Сматра се да је један од највећих дилера дроге у Ел Принципеу и изазива озбиљне сукобе са Франом због сукоба интереса који ће их коначно ујединити. Фарук је пре свега породичан човек који цени традицију и све што ради је за њих. Када агент Мореј стигне у комшилук и Фарук угледа везу између Мореја и његове сестре Фатиме, младић се наљути јер се Фатима спрема да се уда за Халида, а његова породица то никада не би прихватила да брак не буде одржан.
- Стани Копе као Халид Ашур: марокански бизнисмен у грађевинарству, верен са својом рођаком Фатимом. Његов зет Фарук је уверен да би Халидове компаније могле бити корисне да сакрију његове незаконите послове. Али доласком инспектора Мореја, биће приморан да се суочи са многим потешкоћама.
- Елија Галера као Ракел: Франова жена и мајка двоје деце. Елегантна и култивисана жена, која повремено упада у потешкоће из којих мора да је извуче њен муж, јер још увек није преболела убиство свог сина Алберта пре много година. Ослабила је и постепено се удаљила од породице.
- Сами Халил као Абдесалам „Абду” Бен Барек: он је треће дете породице Бен Барек, и одсутни протагониста прве сезоне, када његова породица покушава да га врати од џихадиста. Појављује се у последњој епизоди прве сезоне са тренером који стиже у Сеуту, са намером да разнесе тренера и себе. Тренутак пре него што је активирао бомбу, Мореј га смртно упуца.
- Карла Дијаз као Најат Бен Барек, најмлађа од браће и сестара Бена Барека.
- Пау Дура као Рикардо Сера, корумпирани агент ЦНИ-ја и надређени агенту Мореју.

## Контроверзе
Одређени број људи је осудио приказ ове серије јер сматрају да ће серија проузроковати нарушавање имиџа Сеуте и стигматизацију града, посебно у насељу Ел Принципе, истичући да серија представља приказ искривљене слике градске стварности. Председник насеља је негирао да би полиција затворила очи на спорна дешавања као што је то приказано у серији. Такође је спорно да је Ел Принципе најопаснији крај у Шпанији, као што је то наведено у серији, у односу на друга насеља као што је Лас 3000 Вивиендас у Севиљи. Јасмина Аиди, кандидаткиња за докторске студије на Одсеку за шпански и португалски језик Универзитета Принстон, тврдила је да би серија могла да искриви перцепцију муслимана у шпанској јавности.